# Ugra (fiume Russia)
La Ugra (in russo Угра?) è un fiume della Russia europea centrale (oblast' di Smolensk e Kaluga), affluente di sinistra dell'Oka.
Nasce dal versante meridionale delle Alture di Smolensk, nei pressi della cittadina di El'nja. Scorre dapprima con direzione mediamente nordorientale, mantenendola all'incirca fino a metà percorso; piega successivamente ad angolo retto, dirigendosi verso sudest attraversando la parte occidentale della oblast' di Kaluga. Sfocia nella Oka poco a monte di Kaluga.
Il fiume è gelato nei mesi che vanno da dicembre a fine marzo, periodo in cui si hanno i valori minimi annui di portata; successivamente al disgelo, fino al mese di maggio, si hanno le maggiori piene.
I suoi maggiori affluenti sono: Vorja (lungo 153 km) e Šanja (131 km) provenienti dalla sinistra idrografica, Ressa (119 km) dalla destra.
La Ugra non tocca, nel suo intero corso, centri urbani di rilievo tranne Juchnov.
Sulle rive del fiume avvenne il grande fronteggiamento sul fiume Ugra, battaglia che segnò la sconfitta dei Tataro-mongoli e la fine dell'Orda d'oro.